# دالي دورمان
دالي دورمان (بالإنجليزية: Dale Dorman)‏ هو دي جيه أمريكي، ولد في 2 سبتمبر 1943، وتوفي في 21 أكتوبر 2014.